# Urraca Sanches de Portugal
Urraca Sanches de Portugal (antes de 1175-depois de 1256) foi uma infanta do Reino de Portugal.. Viúva de um poderoso senhor, foi uma importante doadora do Mosteiro de Santo Tirso. 

## Primeiros anos
Urraca foi um dos dois únicos filhos bastardos que Sancho I de Portugal teria com Maria Aires de Fornelos (cuja origem poderia estar nos senhores de Torre de Fornelos, proveniente de Crecente, Pontevedra), filha de Aires Nunes de Fornelos e Mor Pires. Teve ainda um irmão inteiro, Martim Sanches de Portugal. O seu nascimento é logicamente posterior a 1198, uma vez que o rei só começa a ter filhos bastardos depois da morte da esposa, Dulce de Aragão, em 1198. Porém há notícias suas em 1175, que se opõem a esta teoria.
Maria Aires viria depois a casar com Gil Vasques de Soverosa, levando consigo os filhos do rei, pois surgem numa doação que faz, com o seu novo esposo, em 1175 no Mosteiro de Santo Tirso, aos seus parentes, Marinha Pais e Vasco Pires..
A 11 de abril de 1207, Sancho doou a estes dois filhos as vilas e igrejas de Vila Nova dos Infantes e Golães, ficando disposto o seguinteː
| “ | Estas são as herdades que dei aos filhos que tive de Dona Maria Aires: Vila Nova, Golães e Silvares. Dei ainda a D. Martim Sanches, filho que dela tive, oito morabitinos (...) e a Urraca Sanches sete (...). Quero que todos os filhos que me deu Dona Maria Aires fiquem com a herdade que dei a sua mãe, e, quando um dos dois morrer, o sobrevivente fique com toda a herdade para si. | ” |

## O testamento de Sancho Iː o casamento
Em 1209, Sancho I mandara lavrar testamento, segundo o qual dava às suas filhas, Mafalda, Teresa e Santa Sancha, respetivamente a posse dos castelos de Montemor-o-Velho, Seia e Alenquer, com as respectivas vilas, termos, alcaidarias e rendimentos. Pouco antes da sua morte em 1211, Sancho I nomeara seus testamenteiros, que não tardaram a descobrir que se teriam de fazer valer os direitos do rei à força:o infante Afonso não concordou com o testamento deixado pelo pai e recusou cumpri-lo. 
Um dos magnatas, Gonçalo Mendes II de Sousa, fez frente ao monarca e protegeu os direitos das infantas-rainhas. Associado pelo parentesco a este revoltoso barão estava também um outro grande senhor a ter em conta, Lourenço Soares de Ribadouro, cunhado de Gonçalo. A ascendência privilegiada de Lourenço deu-lhe acesso a uma grande quantidade de haveres, que Sancho I  fizera questão de aumentar, dando-lhe assim alguma autoridade na maior parte da atual Beira Alta, uma região com a qual até os monarcas procuravam manter uma sólida amizade. Afonso II de Portugal procurou imitar o pai neste assunto, até para atrair Lourenço para a sua fação. Pode também ter sido esta uma das causas que levou a que se unisse a infanta bastarda Urraca a este magnate. 
Sabe-se que em 1219 estava já casada, uma vez a 11 de fevereiro desse ano surge ao lado do esposo numa doação que ambos fazem A Deus, a Santa Maria, ao abade D. Henrique e ao convento de Sobrado da terça parte das propriedades que detinham em Nogueirosa, com os seus coutos e termos. Estes bens estavam relacionados provavelmente com o património da sogra, a galega Sancha Bermudes de Trava, então já falecida. Por esta doação, os religiosos deveriam participar em todas as orações pelas suas almas, e no dia da festa de Santiago se fizesse memória deles no Capítulo. Após a morte de ambos, os sacerdotes deveriam pregar missas pelo primeiro membro do casal a falecer

## Últimos anos
Lourenço não chegou ao fim do reinado de Afonso II, pois faleceu, sem descendência, uns meses antes deste, a 28 de setembro de 1222, segundo o obituário do Mosteiro de Salzedas, onde se sepultou. Não tendo filhos, legou os seus bens à viúva, Urraca. A infanta foi assim a responsável pela doação de uma grande parte desta herança à Ordem do Hospital, sendo algumas delas mesmo testemunhadas pelas Inquirições de 1258.
| “ | Item freguesia de Santa Maria de Villa Noua dizem as testemunhas que a uirom trager e husar toda per honrra ao moesteiro de santo tysso e todo o senhorio e trage hy seu moordomo e seu vigairo e dizem que ouuirom dizer que ha deu Dona Orraca Sanchez hao moesteiro. | ” |

A menção refere-se à doação da herança paterna, ato no qual imitara o seu irmão, Martim Sanches. Este ainda vivia por volta de 1226, dado que em janeiro desse ano, faz doação da sua parte da herança paterna em Golães e Vila Nova dos Infantes ao Mosteiro de Santo Tirso . D. Silvestre, abade do Mosteiro, recebe esse património com a cláusula da sua eficácia post mortem, isto é, só receberia as metades das vilas após a morte do doador . Sabe-se que Martim não terá vivido muito mais tempo, pois em 1235, já doava bens pela sua alma ao Mosteiro de Fiães.
Pouco depois foi a vez de Urraca doar a sua própria parte nas vilas herdadas do seu pai. Em maio de 1245, o então abade Fernão Pires comprou estes bens, ato oficializado por uma doação de Urraca, na qual, as metades das vilas e respetivos termos. Doava ainda dois casais em Vila Nova e dois em Golães e ainda uma vinha em Seara (provavelmente um lugar numa das vilas), mas, tal como irmão, apenas com efetivação post mortem, assegurando assim a sua posses vitalícia.
A este mesmo mosteiro veio também doar as honras que herdara do marido em Vila Cova e Fontelo.
A sua última aparição na documentação data de 1256, sendo mencionada no testamento da sua meia-irmã, a infanta Mafalda de Portugal, que faleceria a 1 de maio desse ano. A própria Urraca deve ter também  falecido provavelmente pouco depois dessa data. 